# Merrihueite
La merrihueite (simbolo IMA: Mhu) è un minerale molto raro della classe dei minerali "silicati e germanati" appartenente al gruppo della milarite con la composizione chimica idealizzata (K,Na)2(Fe2+,Mg)5[Si12O30]. I cationi potassio e sodio o ferro e magnesio possono rappresentarsi a vicenda nel reticolo cristallino, ma sono sempre nello stesso rapporto con il complesso silicatico. Strutturalmente, la merrihueite appartiene ai ciclosilicati.

## Etimologia e storia
La merrihueite è stata scoperta per la prima volta in campioni minerali del meteorite Mezö Madaras, caduto nel 1852 nel distretto di Harghita (Transilvania, Romania). Il minerale è stato descritto nel 1965 da Robert T. Dodd Jr., W. Randall van Schmus e Ursula B. Marvin, che gli hanno dato il nome del geologo americano Craig M. Merrihue, in quel tempo recentemente scomparso.

## Classificazione
Già nell'obsoleta, ma in parte ancora in uso, 8ª edizione della sistematica minerale secondo Strunz, la merrihueite apparteneva alla classe dei "ciclosilicati", dove insieme ad almarudite, armenite, berezanskite, brannockite, chayesite, darapiosite, dusmatovite, eifelite, emeleusite, faizievite, milarite, oftedalite, osumilite, osumilite-(Mg), poudretteite, roedderite, shibkovite, sogdianite, sugilite, trattnerite, yagiite e yakovenchukite-(Y) forma il "gruppo della milarite-osumilite" con il sistema nº VIII/C.10.
La 9ª edizione della sistematica minerale di Strunz, valida dal 2001 e utilizzata dall'Associazione Mineralogica Internazionale (IMA), classifica la merrihueite nella classe "9.C Ciclosilicati"; questa è ulteriormente suddivisa in base alla struttura degli anelli, in modo che il minerale possa essere trovato nella sottoclasse "9.CM [Si6O18]12- anelli doppi con 6 membri (sei doppi anelli)" secondo la sua struttura, dove si trova insieme ad almarudite, armenite, berezanskite, brannockite, chayesite, darapiosite, dusmatovite, eifelite, friedrichbeckeite, klöchite, milarite, oftedalite, osumilite, osumilite-(Mg), poudretteite, roedderite, shibkovite, sogdianite, sugilite, trattnerite e yagiite con le quali forma il "gruppo della milarite" con il sistema nº 9.CM.05.
Anche la sistematica dei minerali secondo Dana, che viene utilizzata principalmente nel mondo anglosassone, classifica la merrihueite nella classe dei "silicati" e lì nella sottoclasse dei "ciclosilicati: anelli condensati". Qui è nel "gruppo della milarite-osumilite" con il sistema nº 63.02.01a all'interno della sottosezione "Ciclosilicati: anelli condensati a 6 membri".

## Abito cristallino
La merrihueite cristallizza nel esagonale nel gruppo spaziale P6/mcc (gruppo nº 192) con i parametri del reticolo a = 10,14 Å e c = 14,22 Å oltre a due unità di formula per cella unitaria.

## Proprietà
La merrihueite è pleocroica, il che significa che a seconda della direzione da cui la luce cade attraverso un cristallo, appare in un colore diverso, che varia tra l'incolore e il blu verdastro.
L'indice di rifrazione determinato dal materiale dal sito "Meso Maradas" è compreso tra 1,559 e 1,592. La birifrangenza è da bassa a moderata a δ = 0,011, che si manifesta nella sezione sottile da colori anomali di interferenza blu e viola.

## Origine e giacitura
La merrihueite è stata finora trovata solo sotto forma di aggregati microcristallini di dimensioni fino a circa 150 micrometri e come inclusioni in enstatite.
Nel sito "Meso-Maradas", la merrihueite è essenzialmente associata a clinoenstatite, olivina-fayalite e al ferro nichel. Cinque sezioni sottili e 10 grammi di campione di roccia macinata contenevano una quantità totale di soli pochi microgrammi di minerale.
La merrihueite di origine terrestre è nota solo da tre siti in tutto il mondo. L'unico sito conosciuto in Germania fino ad oggi è la cava "Caspar" sul Bellerberg vicino a Ettringen nell'Eifel vulcanico della Renania-Palatinato. La merrihueite è stata rilevata anche in campioni di rocce vulcaniche di composizione basaltica. In una basanite nefelina del Miocene proveniente da Klöch in Stiria, sono stati trovati cristalli zonati del sottogruppo merrihueite-roedderite, con l'area periferica di uno di questi cristalli che aveva la composizione chimica di una merrihueite.
I minerali del gruppo delle osumiliti apparentemente si formano generalmente ad alte temperature, per cui i minerali ricchi di magnesio si formano anche ad alta pressione, i minerali ricchi di ferro, a cui appartiene la merrihueite, a pressioni piuttosto basse. Pertanto, si presume che la frangia merrihueite del minerale di Klöch si sia cristallizzata durante la risalita del magma.

## Forma in cui si presenta in natura
Il minerale è traslucido e di colore blu-verdastro con una lucentezza simile al vetro sulle superfici.